# Giuseppe Versaldi

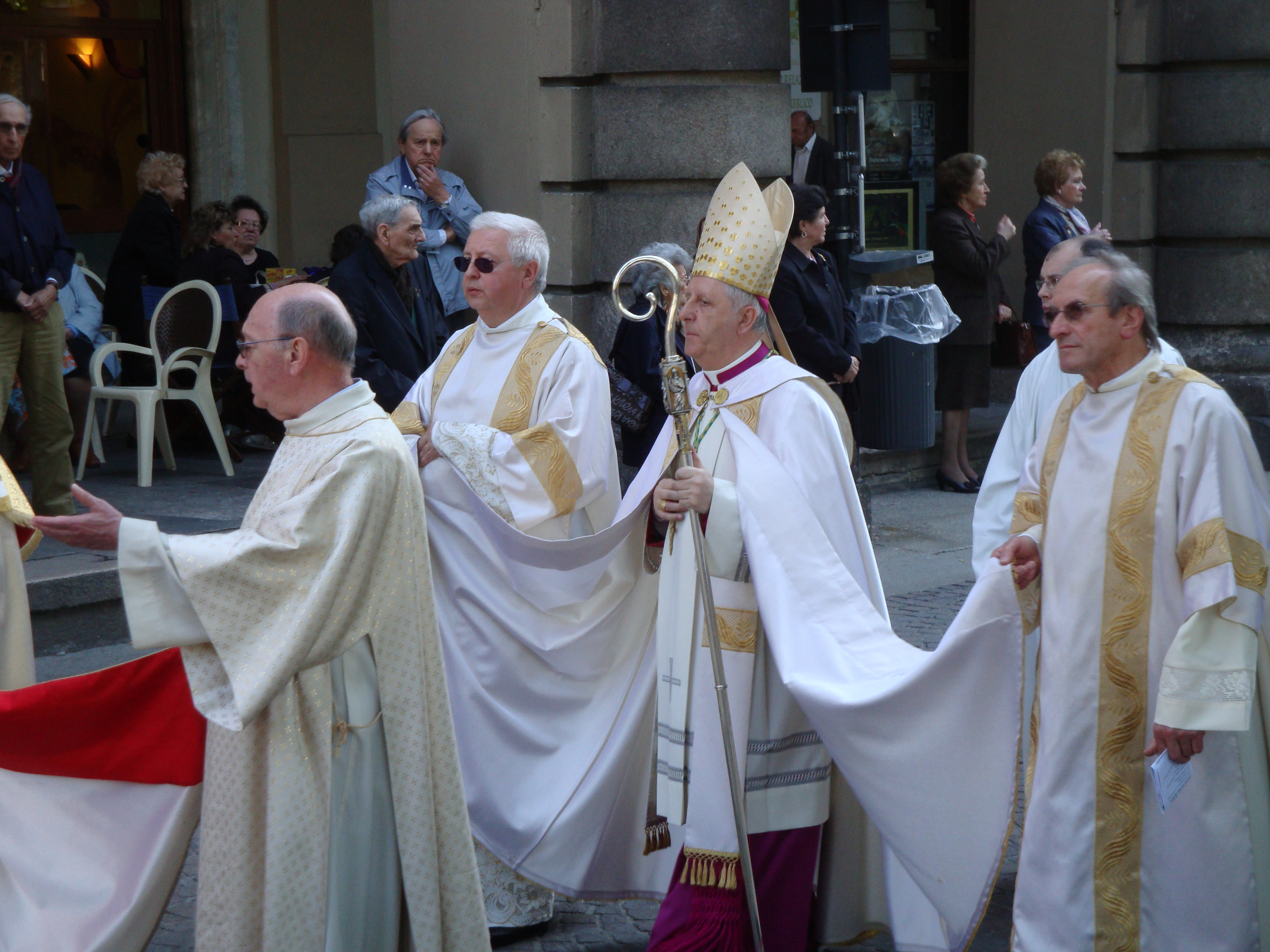

Giuseppe Versaldi (Villarboit, 30 de julio de 1943), es un cardenal italiano, Prefecto de la Congregación para la Educación Católica desde que fue nombrado por el papa Francisco el 31 de marzo de 2015. Fue elevado al cardenalato el 18 de febrero de 2012.

## Biografía

### Formación
En 1972 fue enviado a Roma para estudiar psicología y derecho canónico en la Pontificia Universidad Gregoriana, donde obtuvo una licenciatura en dichas materias.

### Sacerdocio
Ordenado sacerdote el 29 de junio de 1967. Volvió a Vercelli en 1976, se encargó de iniciar el centro de Consejería Familiar diocesano en la misma diócesis. Al mismo tiempo, asistió a los cursos de la Rota Romana. Recibió su título de abogado en 1980.
En 1977 se le confió el cuidado de la parroquia de Larizza en la diócesis. En 1980 fue llamado a enseñar el derecho canónico y psicología en la Pontificia Universidad Gregoriana. En 1985 fue nombrado por la Santa Sede y en el referéndum electoral de 1990 en el Tribunal Supremo de la Signatura Apostólica.
El 25 de marzo de 1994 fue nombrado vicario general de Vercelli, por el entonces arzobispo Tarcisio Bertone, quien desde 2006 ha servido como cardenal secretario de Estado.

### Episcopado
El papa Benedicto XVI lo nombró Obispo de Alessandria, el 4 de abril de 2007. Fue ordenado obispo el 26 de mayo de 2007, por Enrico Masseroni, arzobispo de Vercelli, como consagrante principal, y los obispos Fernando Charrier y Natalino Pescarolo como co-consagrantes. Tomó posesión el 10 de junio.
Después de cuatro años como obispo de Alessandria, Versaldi fue nombrado Presidente de la Prefectura para los Asuntos Económicos de la Santa Sede y en arzobispo el 21 de septiembre de 2011 por el papa Benedicto XVI.

### Cardenalato
El 18 de febrero de 2012 fue creado y proclamado por Benedicto XVI cardenal-diácono de Sacro Cuore di Gesù en Pretorio Castro. El 21 de abril de 2012 el cardenal Versaldi fue nombrado miembro de la Signatura Apostólica, la Congregación para los Obispos y la Congregación para los Institutos de Vida Consagrada y las Sociedades de Vida Apostólica.
El cardenal Versaldi participó como elector en el cónclave de 2013.
El 31 de marzo de 2015 fue nombrado Prefecto de la Congregación para la Educación Católica en sustitución del cardenal Zenon Grocholewski.
En el 2016 fue nombrado Gran canciller de la Pontificia Universidad Católica del Perú, cargo que desempeñó hasta marzo de 2022.
El 16 de febrero de 2017 fue investido como doctor honoris causa por la Universidad Pontificia de Salamanca.
El 13 de marzo de 2017 fue confirmado como miembro de la Congregación para los Obispos 'in aliud quinquennium.
El 23 de mayo de 2017 fue nombrado miembro de la Congregación para la Doctrina de la Fe ad quinquennium.
El 8 de agosto de 2017 fue nombrado miembro de la Congregación para la Evangelización de los Pueblos.
El 20 de marzo de 2018 fue nombrado miembro de la Congregación para las Causas de los Santos ad quinquennium.
El 30 de julio de 2018 fue confirmado como Prefecto de la Congregación para la Educación Católica donec aliter provideatur.
El 4 de mayo de 2021 fue confirmado como miembro del Supremo Tribunal de la Signatura Apostólica usque ad octogesimum annum.
El 4 de marzo de 2022, durante un Consistorio presidido por el papa Francisco, es promovido a la Orden de los Presbíteros manteniendo la Diaconía elevada pro hac vice a título cardenalicio.
El 13 de marzo de 2022 fue confirmado como miembro de la Congregación para los Obispos usque ad octogesimum annum aetatis.
El 23 de mayo de 2022 fue confirmado como miembro de la Congregación para la Doctrina de la Fe.
Tras la entrada en vigor de la constitución apostólica Praedicate evangelium el 5 de junio de 2022 cesó como prefecto del Congregación para la Educación Católica al ser suprimido dicho dicasterio.
El 24 de enero de 2023 fue confirmado como miembro del Dicasterio de las Causas de los Santos usque ad octogesimum annum aetatis.
El 21 de febrero de 2023 fue confirmado como miembro de la Sección para la primera Evangelización y las nuevas Iglesias particulares del Dicasterio para la Evangelización,  usque ad octogesimum annum aetatis.
El 9 de mayo de 2023 fue investido como doctor honoris causa por el Ateneo Universitario San Paciano.
El 30 de julio de 2023 fue nombrado miembro del Supremo Tribunal de la Signatura Apostólica usque ad octogesimum secundum annum aetatis.